# Recettore GABA A

Struttura schematica del recettore GABA A, oltre ai due siti per il GABA è stato messo in evidenza anche il sito di interazione con le benzodiazepine (BZD).

Il recettore GABA A (recettore ionotropo) è uno dei due recettori per il GABA (acido γ-amminobutirrico) che sono presenti a livello del sistema nervoso, assieme al recettore GABA B (recettore metabotropo accoppiato alle proteine"G"). È un canale per il cloro presente a livello postsinaptico in molti neuroni.
Il canale è formato da diverse subunità, leggermente diverse a seconda del distretto nervoso in cui si trova, distinte tra α (da 1 a 6), β (1-4),  γ (1-3), δ, ε. L'associazione più comune è formata da:
- 2 subunità α
- 2 subunità β
- 1 subunità γ

Il GABA è agonista endogeno del recettore e si lega prevalentemente ad un sito posto sulla subunità beta, mediando una modificazione allosterica che fa aprire il canale per il cloro.
Esistono molti agonisti ed antagonisti del recettore GABA A, che si legano alle diverse subunità:
|            | Agonisti                                                                 | Antagonisti   |
| ---------- | ------------------------------------------------------------------------ | ------------- |
| subunità α | - benzodiazepine - ciclopirroloni - imidazopiridine - pirazolopirimidine | - flumazenil  |
| subunità β | - muscimolo                                                              | - bicucullina |

Ad altri siti, presenti sempre nella struttura del recettore, si legano invece altri composti quali:
- barbiturici
- neurosteroidi (allopregnanolone)
- anestetici generali endovenosi
- etanolo